# Aufstand in Nowotscherkassk
Der Aufstand in Nowotscherkassk ereignete sich am 1. und 2. Juni 1962 in der Stadt Nowotscherkassk und stellte die bedeutendsten Arbeiterunruhen in der Sowjetunion dar. 

## Geschichte
Chruschtschow hatte infolge einer Versorgungskrise die Preise um bis zu 35 % erhöht und gleichzeitig die Löhne um 35 % gesenkt. Die Arbeiter der Elektrolokomotivenfabrik Nowotscherkassk gingen in den Ausstand, verbrannten Chruschtschow-Bilder und forderten Lohnerhöhungen und Nahrungsmittel für ihre Familien. Am 1. Juni 1962 abends fuhren die ersten Panzer auf. Tags darauf zogen die Arbeiter von der Fabrik in die Stadt, in der ebenfalls Streiks ausbrachen. Sie zeigten Lenin-Porträts und waren zunächst friedlich, erstürmten dann allerdings Gebäude der Miliz und des Exekutivkomitees der Kommunistischen Partei. Beamte wurden verhöhnt und Milizionäre verprügelt. Angeblich solidarisierte sich etwa die Hälfte der Stadtbevölkerung mit den Demonstranten. Einheiten der Sowjetarmee hatten mittlerweile die Innenstadt abgeriegelt. Als verantwortlicher Kommandeur des Militärbezirks Nordkaukasus befahl General Issa Plijew den Einsatz gegen die Demonstranten. Ab 11 Uhr schoss das Militär auf Demonstranten und beendete den Aufruhr. Es gab 24 oder 26 Tote. In einem Schauprozess und zahlreichen Geheimverfahren wurden sieben als Rädelsführer identifizierte Teilnehmer wegen bewaffneten Bandentums zum Tode verurteilt, zahlreiche weitere Teilnehmer zu Haftstrafen. Die sowjetische Regierung schwieg die Vorkommnisse soweit möglich tot.

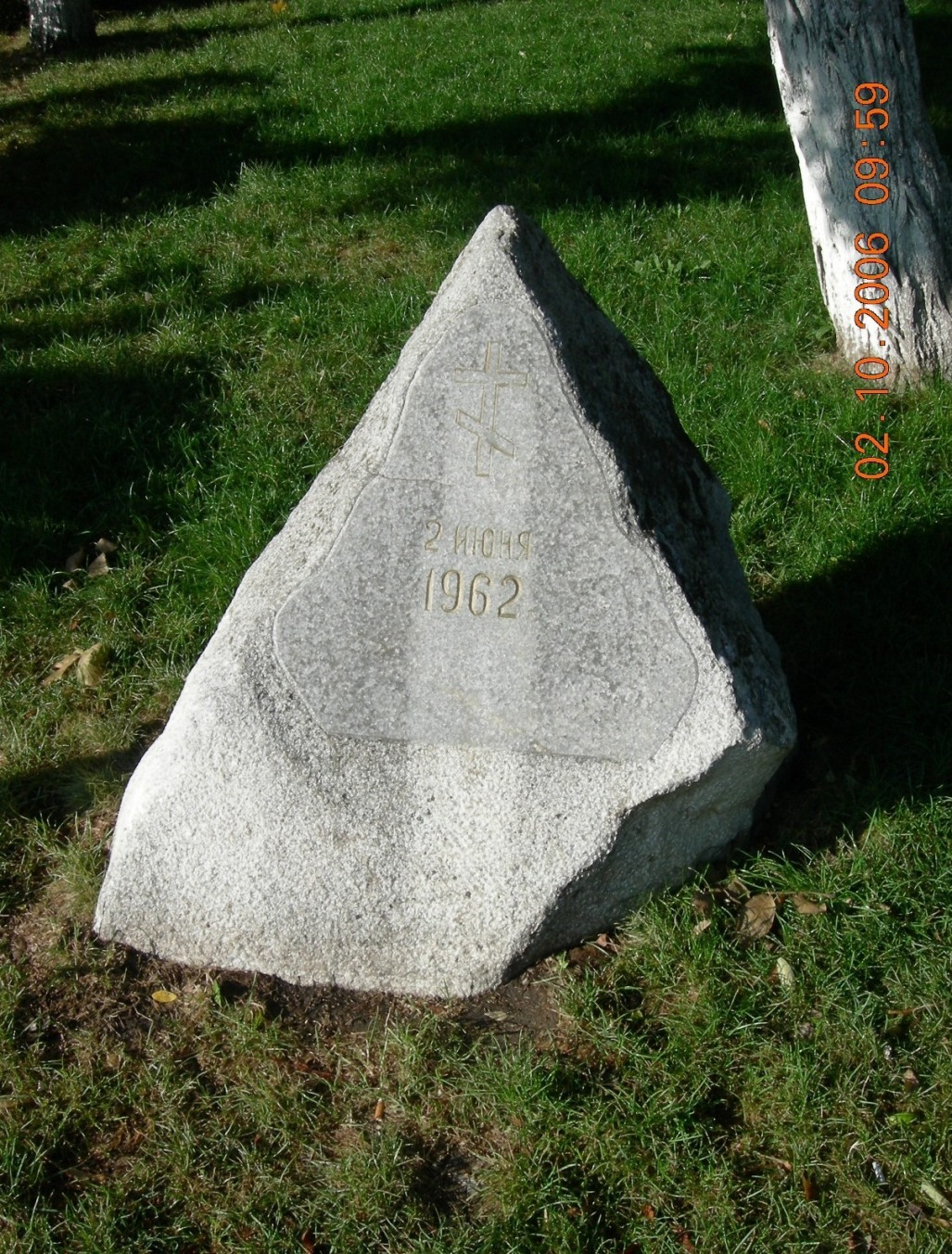
Das Denkmal in Nowotscherkassk (2006)

Generalleutnant Matwei Schaposchnikow weigerte sich damals, mit Panzern gegen die Aufständischen vorzugehen wie vom Kommandeur des Militärbezirks General Plijew befohlen. Schaposchnikow wurde 1966 in die Reserve entlassen und 1967 aus der KPdSU ausgeschlossen. Im selben Jahr wurde gegen ihn Anklage wegen „antisowjetischer Propaganda“ erhoben – er hatte Briefe zu den Ereignissen von Nowotscherkassk unter anderem an mehrere Literaten gesendet – die Anklage wurde aber in Anbetracht seiner Kriegsverdienste wieder fallengelassen. 1988 wurde Schaposchnikow rehabilitiert und wieder in die Partei aufgenommen.
Erst 1992 wurden die Akten zu dem Fall geöffnet. 20 Leichen wurden 1992 identifiziert und auf dem Friedhof von Nowoschachtinsk beigesetzt. Ein Strafverfahren gegen die Verantwortlichen des Militäreinsatzes wurde 1992 eingestellt, da keiner der Angeschuldigten mehr lebte. Mit Erlass des russischen Präsidenten Boris Jelzin vom 8. Juni 1996 wurden alle Verurteilten rehabilitiert.

## Gedenken
In Francis Spuffords Red Plenty (2010) und in Des Teufels Alternative von Frederick Forsyth (1979) wird das Massaker thematisiert. Ebenso 2020 in dem russischen Spielfilm Dorogie Tovarischi! von Andrei Kontschalowski.
Ein Gedenkstein und eine Gedenktafel erinnern vor Ort an die Ereignisse.